# Atlantischer Diademseeigel
(12) Apikalapparat eines Individuums von der Insel Rolas (São Tomé und Príncipe),

(13) Apikalapparat eines sehr jungen Individuums von Annobón,

(14) Apikalapparat der Unterart Diadema antillarum ascensionis,

Der Atlantische Diademseeigel (Diadema antillarum, englisch auch lime urchin, black sea urchin, long-spined sea urchin) ist eine Seeigelart aus der Familie der Diadematidae. Diese Spezies zeichnet sich durch ihre außergewöhnlich langen schwarzen Stacheln aus.
D. antillarum ist der häufigste und wichtigste Pflanzenfresser in den Korallenriffen des westlichen Atlantiks und des karibischen Beckens. Wenn die Population dieser Seeigel gesund ist, sind sie die wichtigsten Weidegänger, die eine Überwucherung des Riffs durch Algen verhindern.

## Systematik
Die Erstbeschreibung der Art Diadema antillarum geht auf Rodolfo Amando Philippi im Jahr 1845 zurück.
Synonyme sind Centrechinus antillarum (Philippi, 1845), Centrechinus setosus Jackson, 1912 und Cidaris antillarum Philippi, 1845.
Unterarten gemäß World Register of Marine Species (WoRMS):
Diadema antillarum (Philippi, 1845). Synonyme:
Centrechinus antillarum (Philippi, 1845);
Cidaris (Diadema) antillarum Philippi, 1845 – ursprüngliche Bezeichnung gemäß Erstbeschreibung.
- Diadema antillarum antillarum (Philippi, 1845) – repräsentativ für die Art
- Diadema antillarum ascensionis Mortensen, 1909 [Diadema ascensionis Mortensen, 1909]

## Anatomie
D. antillarum hat ähnlich wie die meisten anderen Seeigel eine „Schale“ (englisch shell, test). Das Besondere an dieser Art ist die Länge der Stacheln. Die meisten Seeigelstacheln sind 1–3 cm lang, aber die Stacheln dieser Art werden normalerweise 10–12 cm lang, bei sehr großen Exemplaren können sie sogar bis zu 30 cm lang werden.
Die erwachsenen Exemplare können mit Stacheln bis zu 50 cm groß werden, wobei die Stacheln bis zu dreimal so lang sind wie der Durchmesser der Schale.

## Ernährung
D. antillarum ernährt sich hauptsächlich von Algen (Rotalgen, Grünalgen, Braunalgen, Kieselalgen), auch Cyanobakterien („Blaualgen“), Makroalgen sowie Seegras, vielleicht auch Thalassia. Sie sind häufig in Korallenriff-Ökosystemen anzutreffen, wo ein erhöhtes Vorkommen von Makroalgen auf die große Produktivität dieser Ökosysteme zurückgeführt werden kann. Darüber hinaus ist bekannt, dass hungernde Seeigel zu Fleischfressern werden.

## Habitat und Verbreitung
D. antillarum lebt auf Korallenriffen in der Regel in einer Tiefe von 1–10 Metern (maximal 400 m).
Oft verstecken sich die Tiere in einer Spalte, so dass nur ihre Stacheln zu sehen sind; aber einzelne Seeigel findet man auch in exponierteren Lagen, wenn sie keine geeignete Spalte.
Wenn sie eine Spalte gefunden haben, bewegen sich die Individuen in der Regel nur nachts während der Nahrungsaufnahme etwa einen Meter von ihrer Spalte weg. Die Art ist sehr lichtempfindlich und die Tiere suchen sich ihre Spalte oder Ruheplatz oft danach aus, wie viel Schatten es dort gibt.
Der Atlantische Diademseeigel ist in einigen tropischen Gebieten immer noch einer der häufigsten, am weitesten verbreiteten und ökologisch wichtigsten Flachwasserseeigel.
Er kommt im tropischen Westatlantik vor, von Florida (Keys), zur Karibik, dem Golfs von Mexiko bis zur Nord- und Ostküste Südamerikas im Süden (über Surinam bis nach Brasilien).
Er kommt aber auch im Ostatlantik bei den Kanarischen Inseln und im Indischen Ozean vor.
Die Art war bis ums Jahr 2000 (Aronson und Precht 2000) weit verbreitet in flachen, subtidalen Gewässern, die vor starken Wellen geschützt sind, 1986 auch noch in Bermuda.

## Seeigelsterben
Ab Januar 1983 bis 1984 kam es in der gesamten karibischen Faunenzone bis in den Süden Südamerikas und im Norden bis zu den Bahamas und Bermuda zu einem Massensterben von Diadema antillarum, wobei mehr als 97 % der Seeigel starben.
Dies hat durch Veralgung das Korallenwachstum beeinträchtigt und den anhaltenden Rückgang der Steinkorallen noch verstärkt (Korallensterben).
Außerdem wirkte das Seeigelsterben sich insgesamt negativ auf die Widerstandsfähigkeit der Korallenriffe aus, nämlich auf die Fähigkeit dieses Ökosystems, sich von Veränderungen infolge von Störungen zu erholen.
Spätere Studien, die in der Discovery Bay von Jamaika (2001) und an anderen Orten (2016) durchgeführt wurden, scheinen jedoch ein massives Comeback von Diadema antillarum und eine starke Regeneration der Riffe zu zeigen.
Im Jahr 2015 sind die Populationen in der östlichen Karibik auf Jamaika, Barbados, Dominica und Puerto Rico am dichtesten, während sie an der Küste Mittelamerikas sowie vor Kuba, Florida, den Bahamas, den Jungferninseln und Curaçao entweder auf niedrigem Niveau praktisch stabil bleiben oder leicht zunehmen.
Die höchste Zuwachsrate ist an der Nordküste Jamaikas zu verzeichnen, die niedrigste vor Florida, Kuba und auf den Bahamas.
Zwei Populationen, in Venezuela und auf den San-Blas-Inseln (Panama), sind im Laufe der Zeit sogar weiter zurückgegangen.
Im Jahr 2022 wurde dann ein weiteres Aussterben in der Karibik gemeldet, insbesondere auf den US-Jungferninseln, Saba und St. Eustatius.
Die Krankheit wurde zuerst vor Saint Thomas (Amerikanische Jungferninseln) beobachtet; bis Ende März wurde sie in neun weiteren karibischen Inselstaaten der Kleinen Antillen und Jamaika sowie in der mexikanischen Karibik gefunden; im Juni auch auf den meisten der Großen Antillen, in Florida und auf Curaçao gemeldet. Innerhalb weniger Tage verloren die von diesen Symptomen betroffenen Seeigel mit diesen Anzeichen katastrophal viele ihrer Stacheln, mit Verlust von Epidermisgewebe und Freilegung der darunter liegenden Schale führte, was rasch (innerhalb weiterer ~2 Tage) zum Tod führt. Außerdem führte der Verlust der Stacheln dazu, dass sie von in der Nähe befindlichen Fressfeinden wie Fischen und Wirbellosen erbeutet wurden.
In diesem Fall konnten Wimpertierchen aus der Gruppe (Unterklasse) Scuticociliatia, mit größter Ähnlichkeit zu dem Fischparasit Philaster apodigitiformis von Hewson et al. (2023) als Verursacher ausgemacht werden.
Ob die für das Massensterben 2022 verantwortliche oder eine nahe verwandte Philaster-Art bereits am Massensterben von D. antillarum in den 1980er Jahren beteiligt war, konnte von Hewson et al.(2023) nicht mehr geklärt werden.
Erkrankungen von Wirbeltieren und Wirbellosen durch Infektion mit Wimpertierchen der Scuticociliatia werden allgemein als Scuticociliose (englisch scuticociliatosis) bezeichnet.
Die Scuticociliose von Diadema antillarum in der Karibik trägt nach Vorschlag Hewson et al. (2023) die Bezeichnung „D.-antillarum-Scuticociliose“ (DaSc).
Wie 2024 offenbar wurde, besteht jedoch auf eine Anfälligkeit der ganzen Diademseeigel-Familie für Scuticociliose, weshalb Roth et al. (2024) vorschlugen, allgemein den Begriff „Diadematidae-Scuticociliose“ (DSc) zu verwenden, um das gesamte Ausmaß dieses Phänomens zu erfassen.

## Ökologie
Diadema antillarum ist ökologisch wichtig, weil die Art Algen verzehrt, und auf diese Weise verhindert, dass diese zu stark wachsen und die Korallenriffe ersticken. Insbesondere Trichteralge (Padina) ist eine schnell wachsende Alge, die andere Arten verdrängen oder beschatten kann, was letztlich zu einer Verringerung der Artenvielfalt führt.
Als die Seeigel aufgrund dieser lange Zeit unbekannten Krankheit starben, litt die Artenvielfalt der Meeresbewohner in den Korallenriffen sehr. Das resultierende üppige Algenwachstum hemmte die Entwicklung der Korallen oder machte sie rückgängig.
In der Folge ging die Zahl der Fische und anderer in den Riffen lebender Tiere zurück, da sie weniger Nahrung und Schutz fanden.
Geringe Populationsdichte, Räuber und Wellen von starken Stürmen erschweren eine Wiederbesiedlung von Diadema antillarum in den betroffenen Gebieten.
Die bei der Befruchtung von männlichen und weiblichen Seeigel ausgeschiedene Flüssigkeit alarmiert andere Seeigel, die daraufhin ebenfalls ihre Eier und Spermien zur Massenvermehrung freigeben. Je mehr Keimzellen zur Verfügung stehen, desto größer ist die Chance einer Befruchtung. In dünn besiedelten Gebieten reichen jedoch einige wenige Seeigel möglicherweise nicht aus, um eine Befruchtung einzuleiten. Auch nach der Befruchtung besteht immer noch die Gefahr, dass Räuber die empfindlichen Jungtiere fressen. Durch die Wasserbewegung bei starken Stürmen können Seeigel aus ihrem Lebensraum weggeschwemmt werden und verenden.
Zu den Räubern gehören Meeresschnecken, Krebse, Seesterne und verschiedene Fische, darunter Doktorfische (Süßlippen und Grunzer), Igelfische, Lippfische und der Königin-Drückerfisch (Balistes vetula).

## Bedeutung für den Menschen
Die verringerte Artenvielfalt der Korallenriffe wirkt sich auf den Tourismus in mehreren kleinen Ländern aus, die auf die natürliche Schönheit ihrer Riffe angewiesen sind, um Besucher anzulocken. Da der Tourismus einen großen Teil der Einnahmen dieser Länder ausmacht, belastete der Rückgang der Gästezahlen ihre Wirtschaft.

## Forschung zur Wiederansiedlung der Art

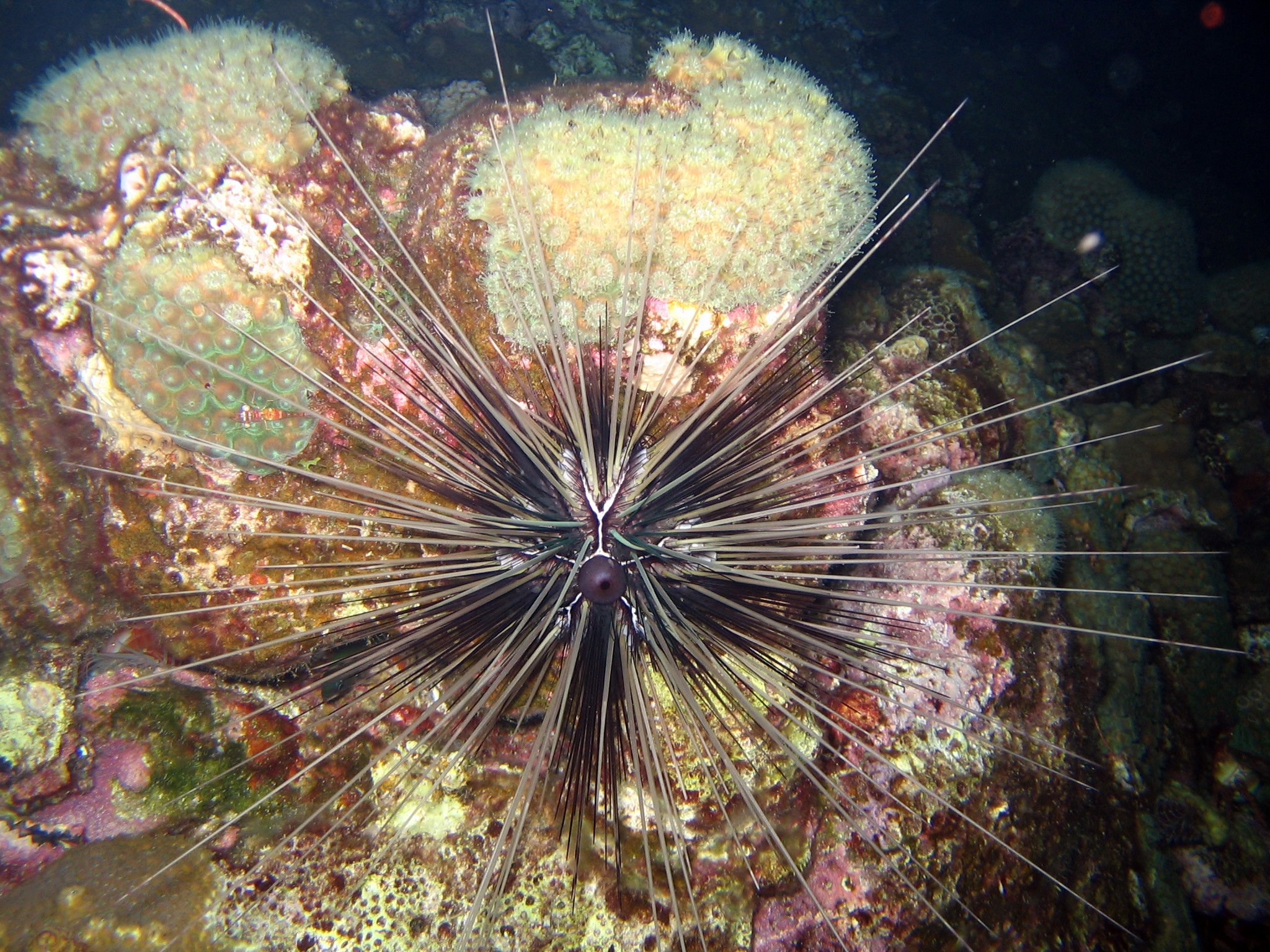
D. antillarum, Flower Garden Banks National Marine Sanctuary (NMS) im Golf von Mexiko.

Mit mehr Forschung und freiwilligen Helfern wird versucht, das Wachstum der Seeigelpopulation zu fördern.
Die Erforschung der Art Diadema antillarum befindet sich allerdings noch in der Anfangsphase.
Die Seeigel können jedoch bereits in Labors gezüchtet und dann wieder ausgesetzt werden. Die Auswilderung der ausgewachsenen Exemplare kann sich positiv auf die Seeigeldichte des Riffs auswirken. Die Zunahme der Population kann auch durch den künstlichen Bau von Riffen unterstützt werden: Material wie Beton kann das Wachstum von Korallen fördern und den Seeigeln mehr Nischen bieten, um sich vor Räubern wie größeren Fischen zu verstecken.
Wo es noch Bereiche mit hoher Seeigeldichte gibt, können die Seeigel in andere Riffe mit geringerer Dichte umgesiedelt werden. Mit diesen Methoden und der Hilfe von freiwilligen Helfern hofft man, die von Korallen dominierten Riffe von den von Algen dominierten Riffen zu trennen.
Spezielle Aufzuchtstationen gibt es in Jamaika und Puerto Rico.

## Bildergalerie

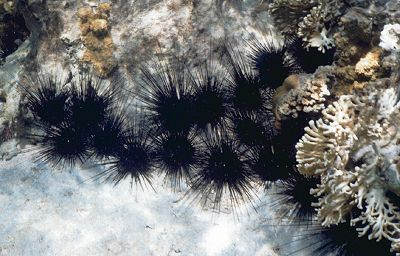
Gruppe Atlantischer Diademseeigel
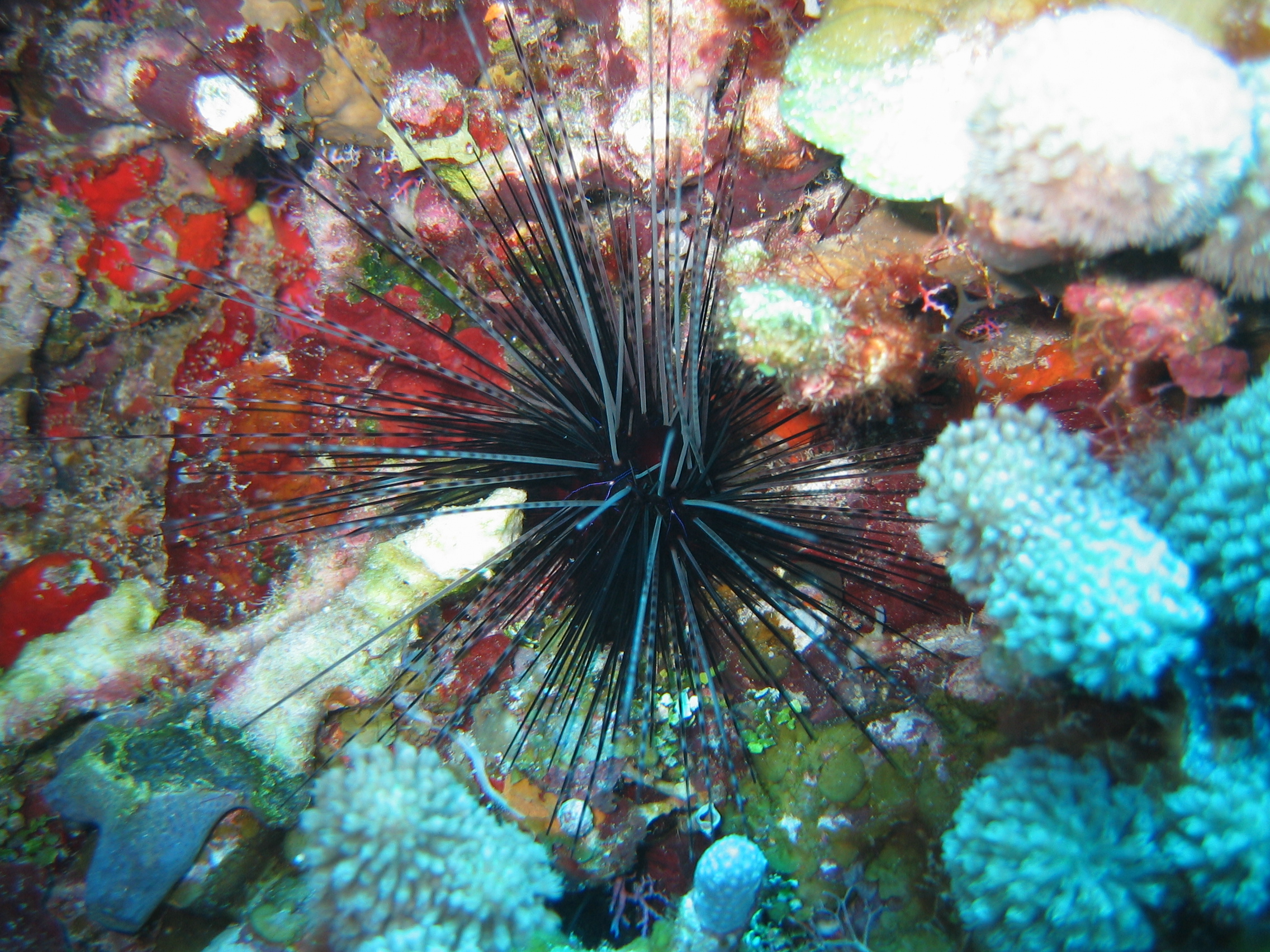
D. antillarum
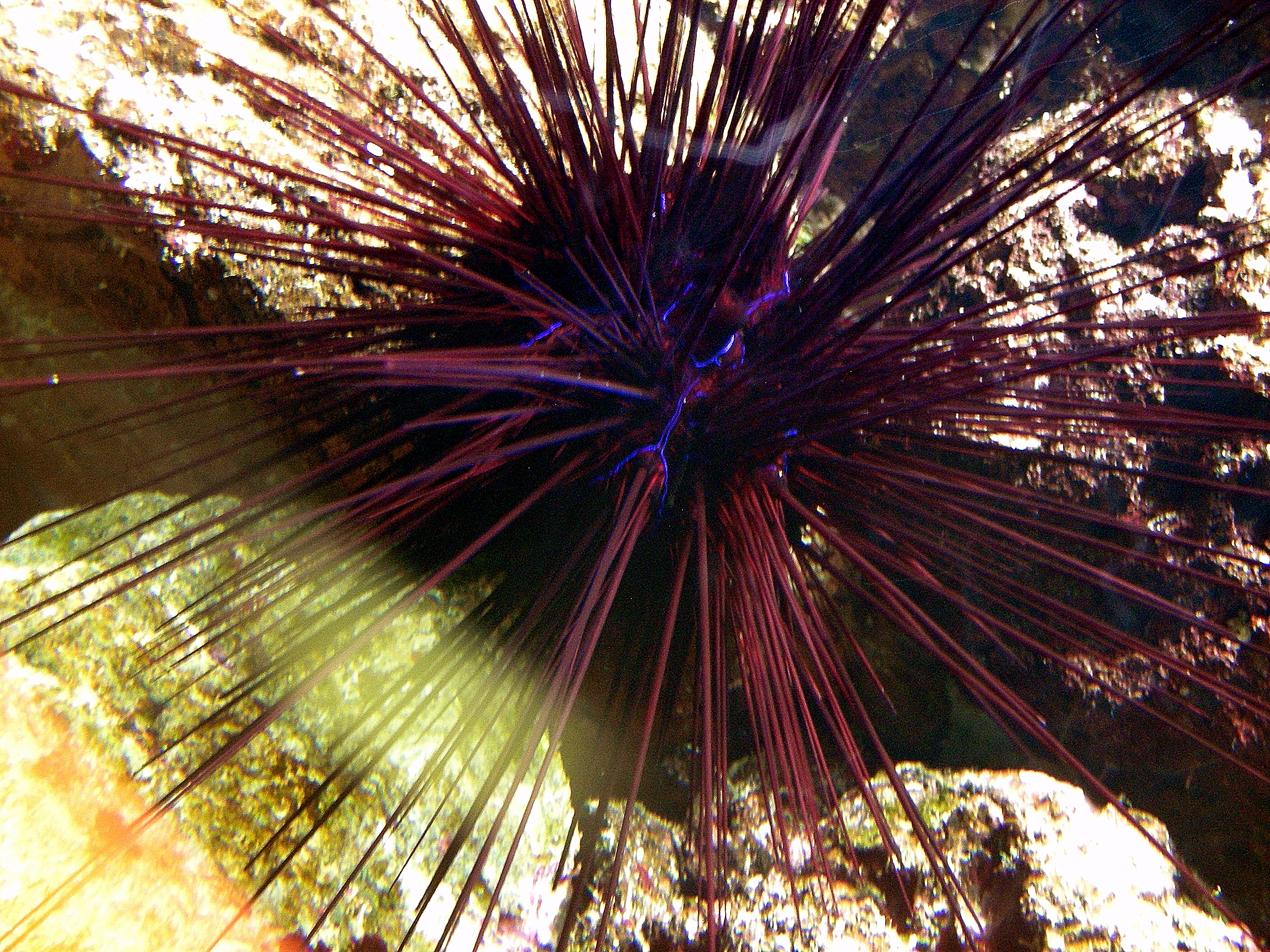
D. antillarum, violettes Exemplar
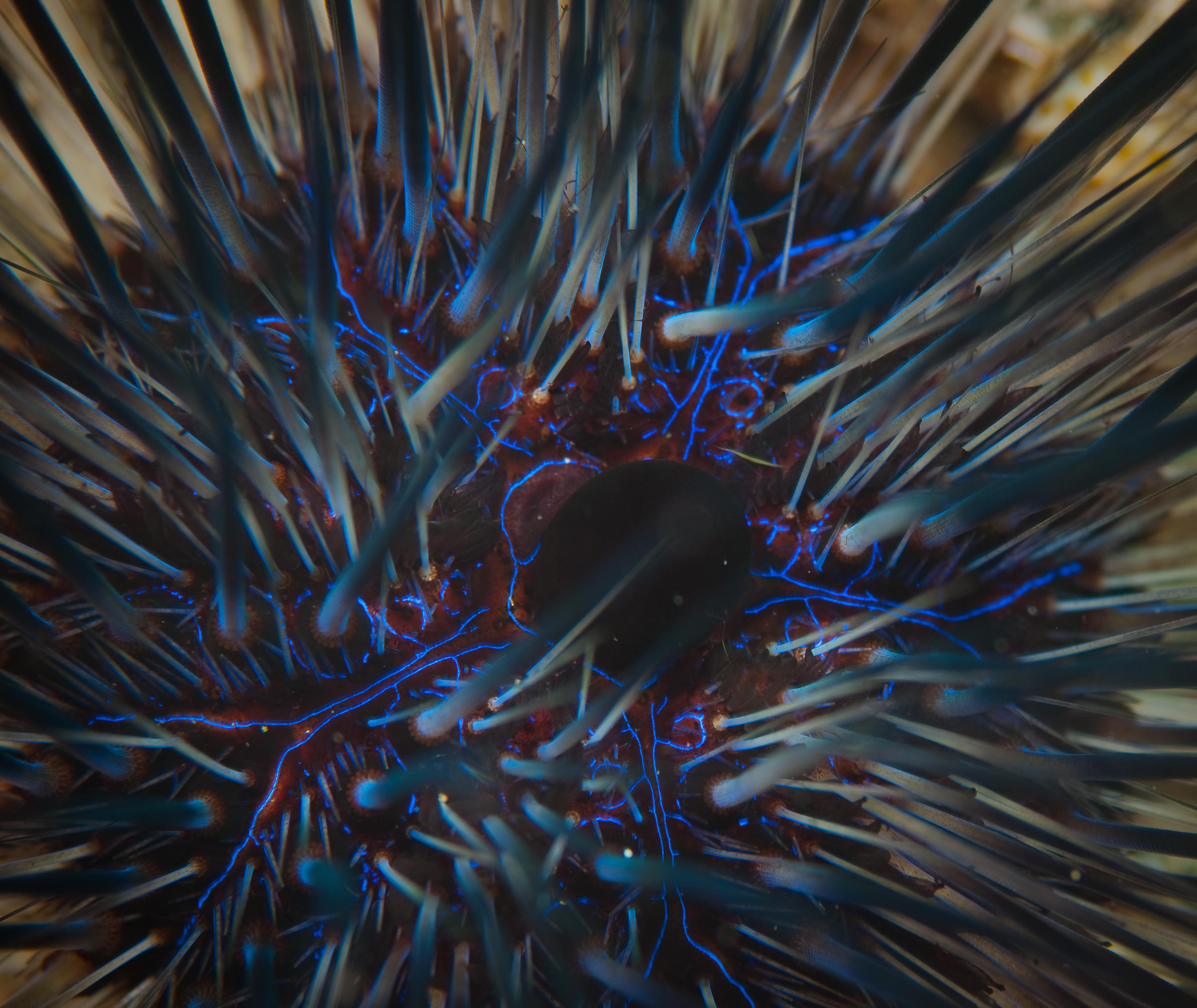
Nahaufnahme der Analpapille eines Atlantischen Diademseeigels
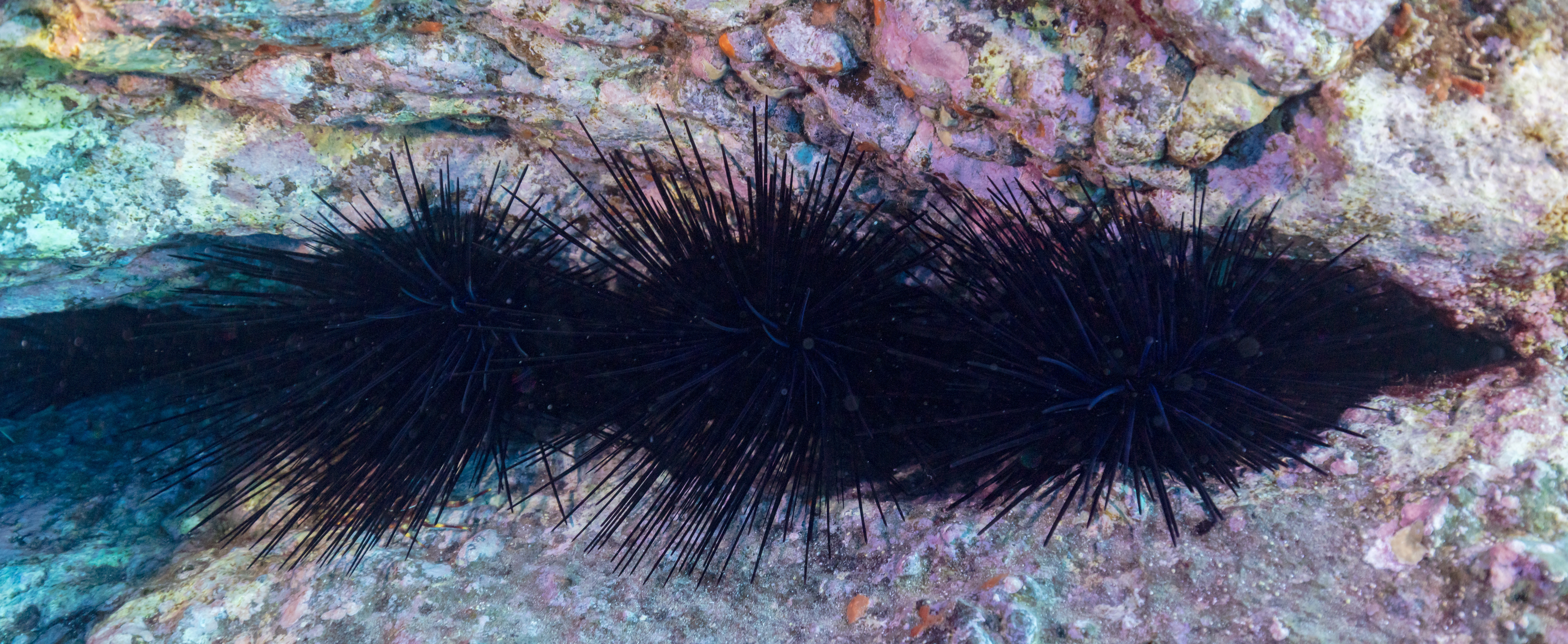
D. antillarum am Teno-Rasca Meeresstrand, Teneriffa.
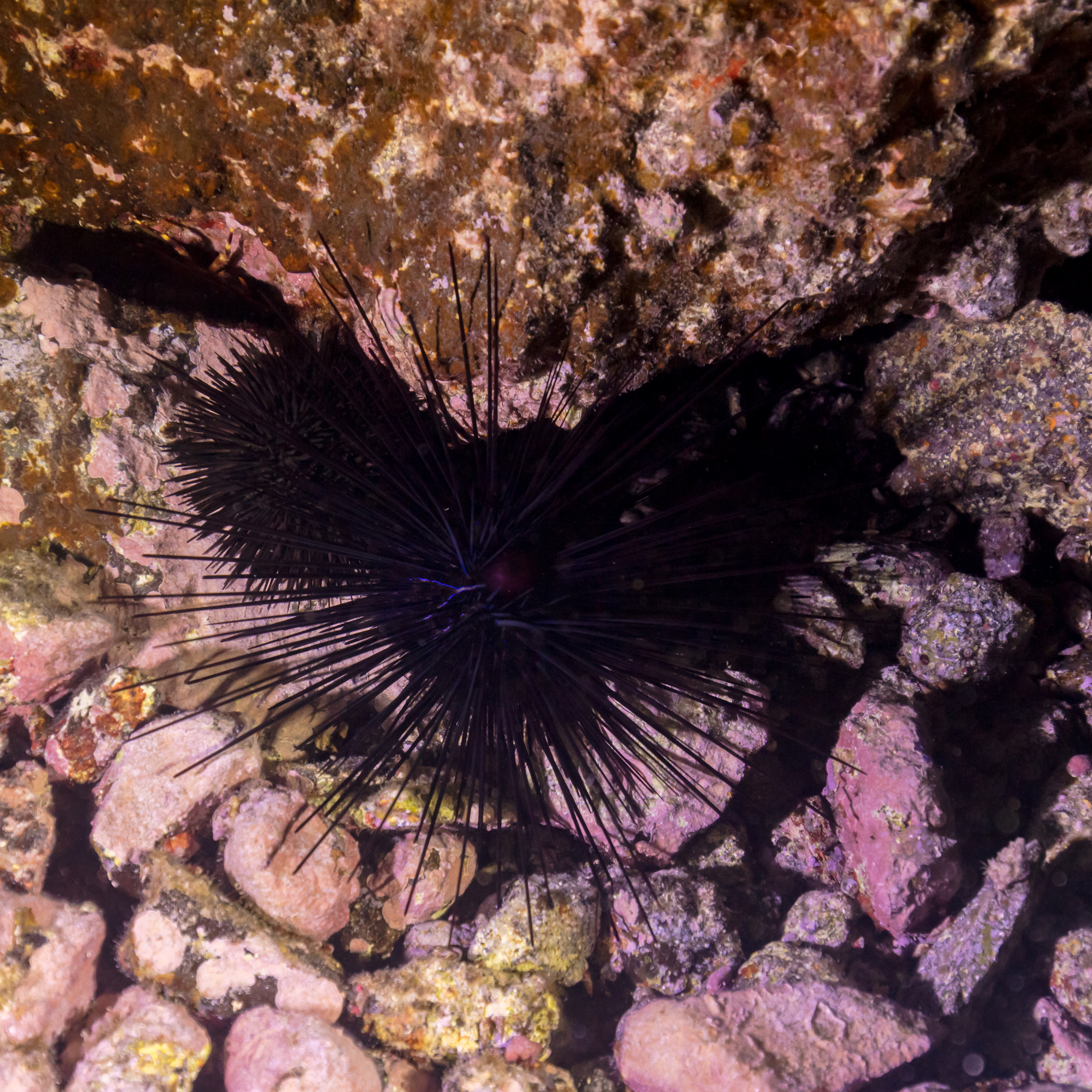
D. antillarum, ebenda.
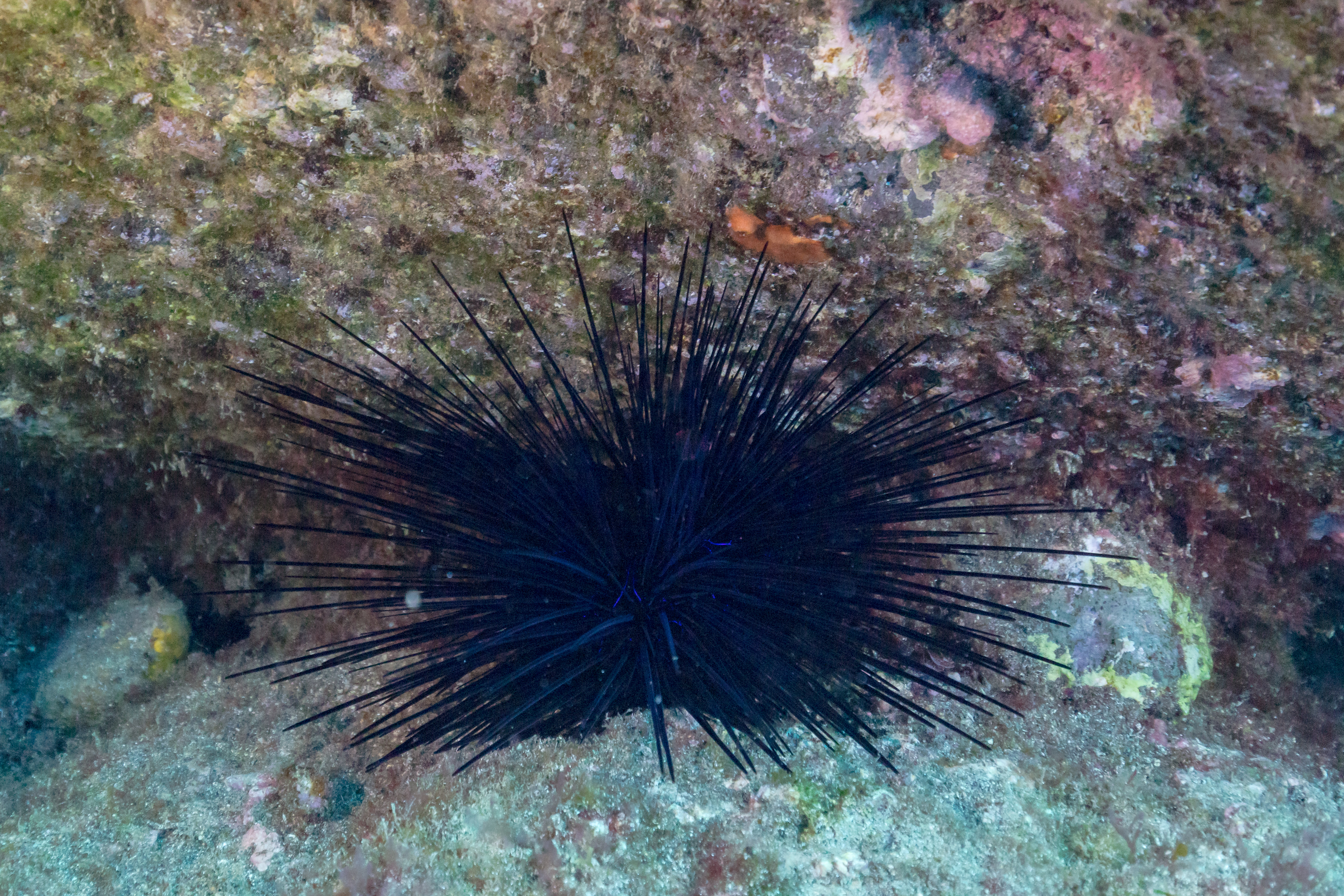
D. antillarum, ebenda

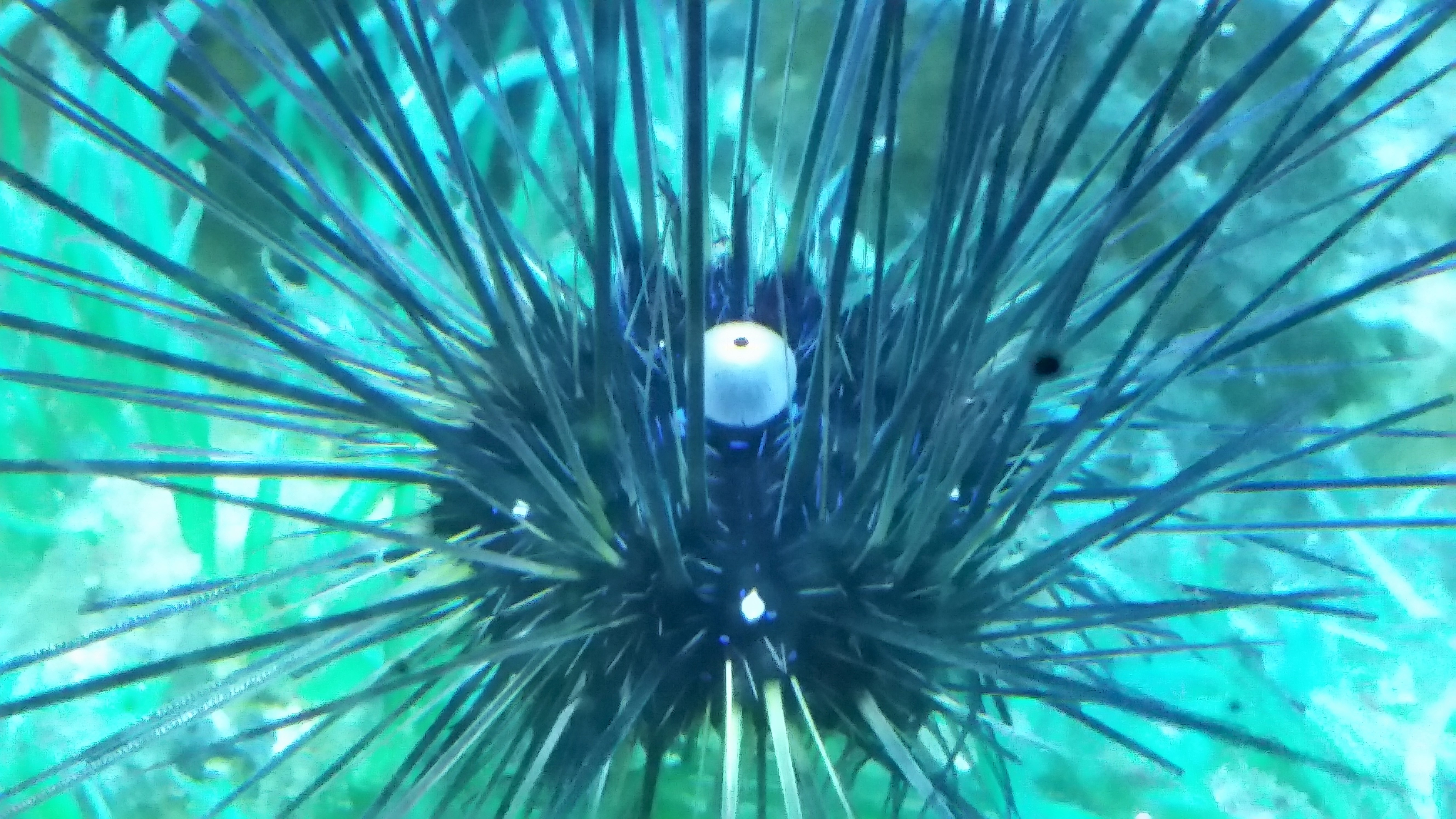
Diadema antillarum im Aquarium von Southend-on-Sea, England
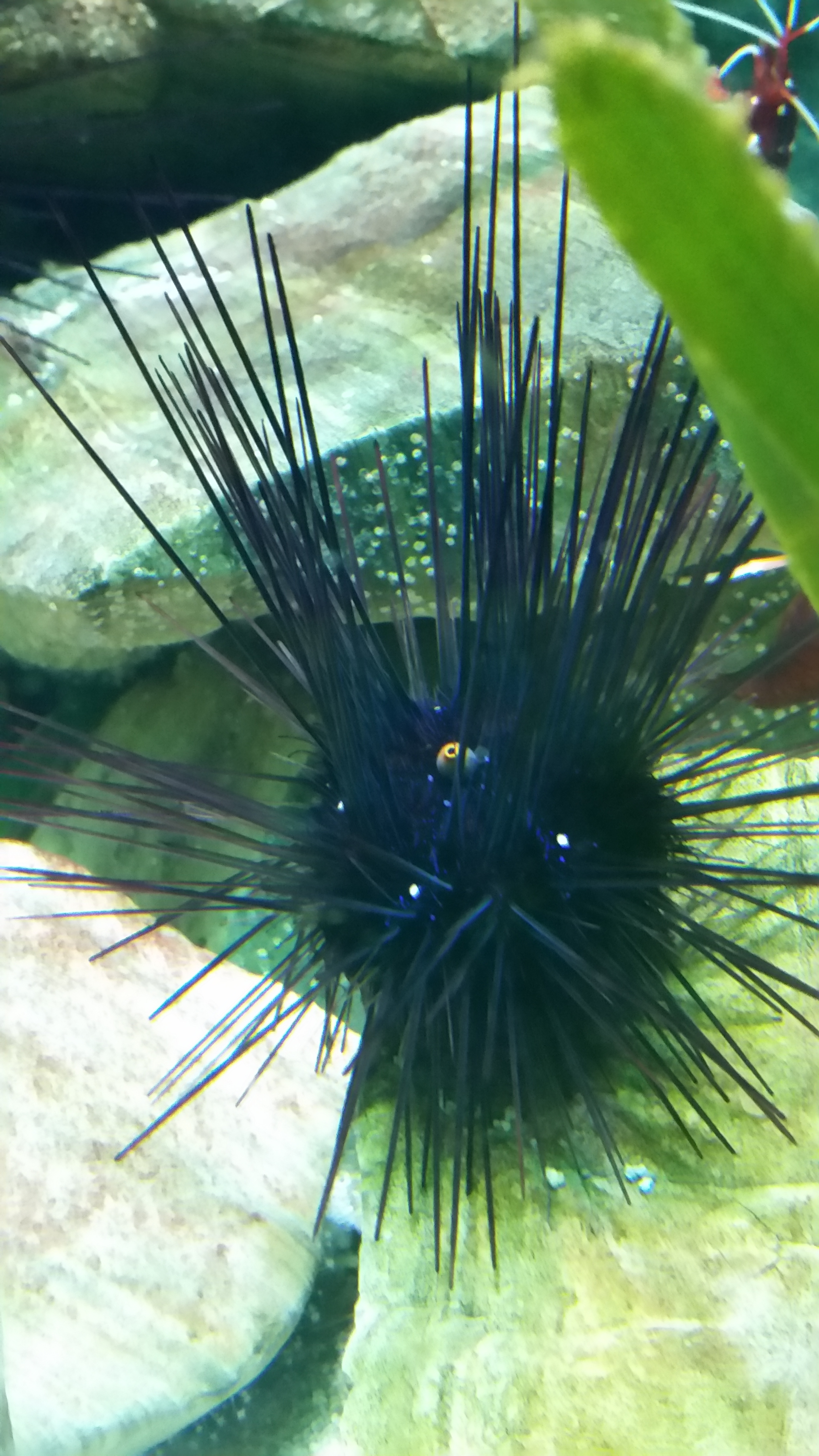
D. antillarum, ebenda
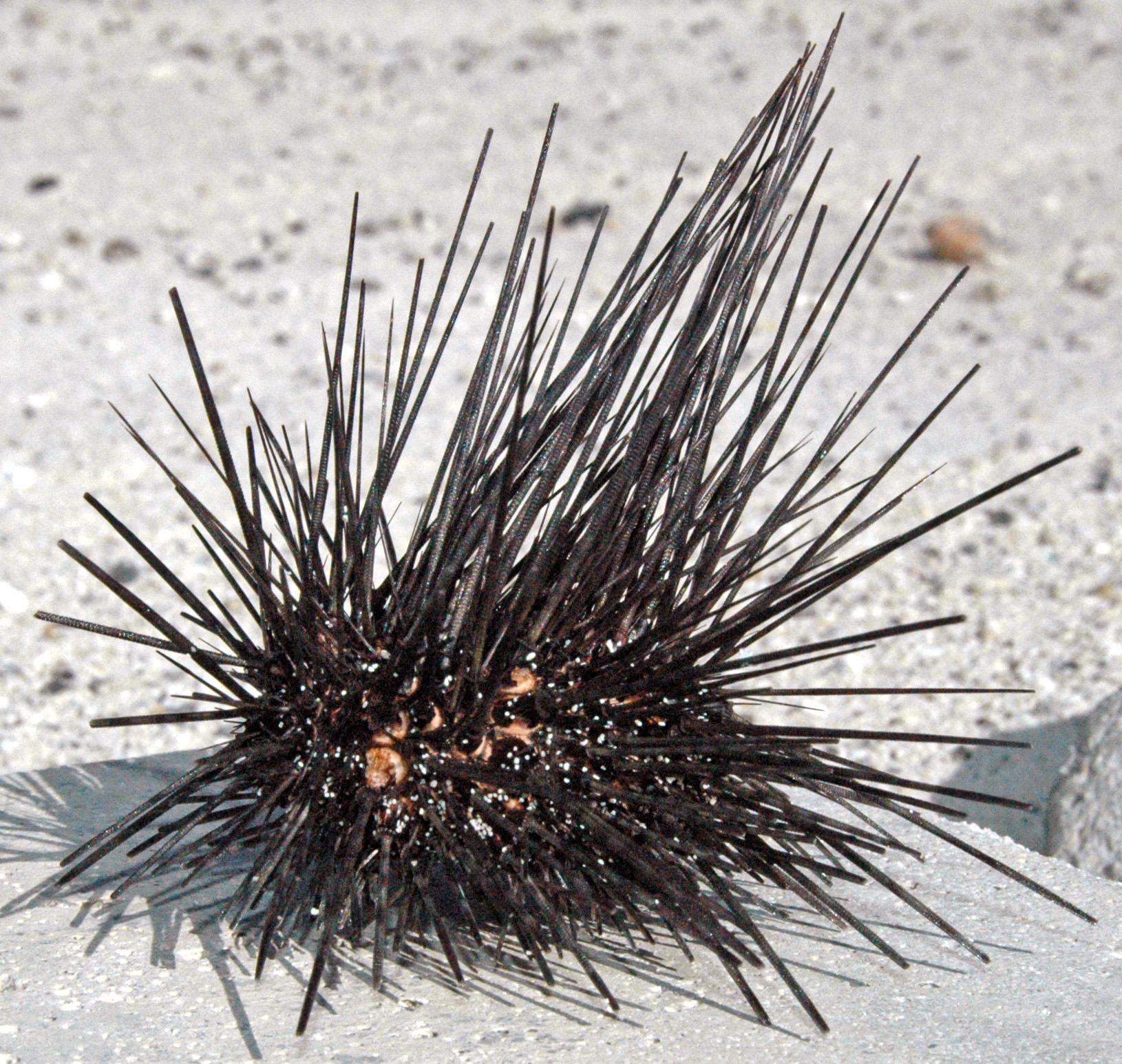
Diadema antillarum, San Salvador Island, Bahamas
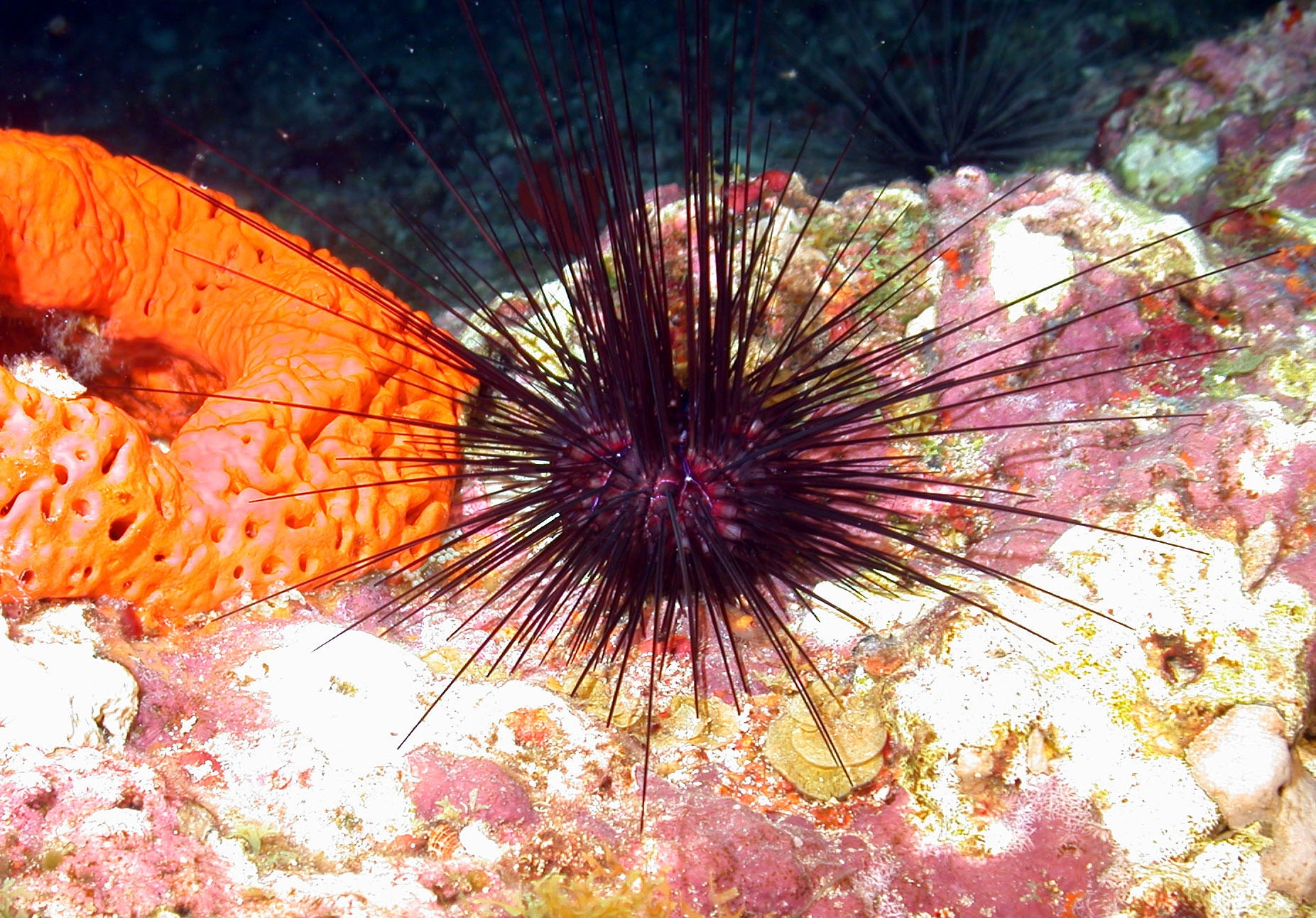
D. antillarum, links ein orangefarbener Elefantenohrschwamm (Agelas clathrodes, Heteroscleromorpha) – (McGrail Bank, Golf von Mexiko).
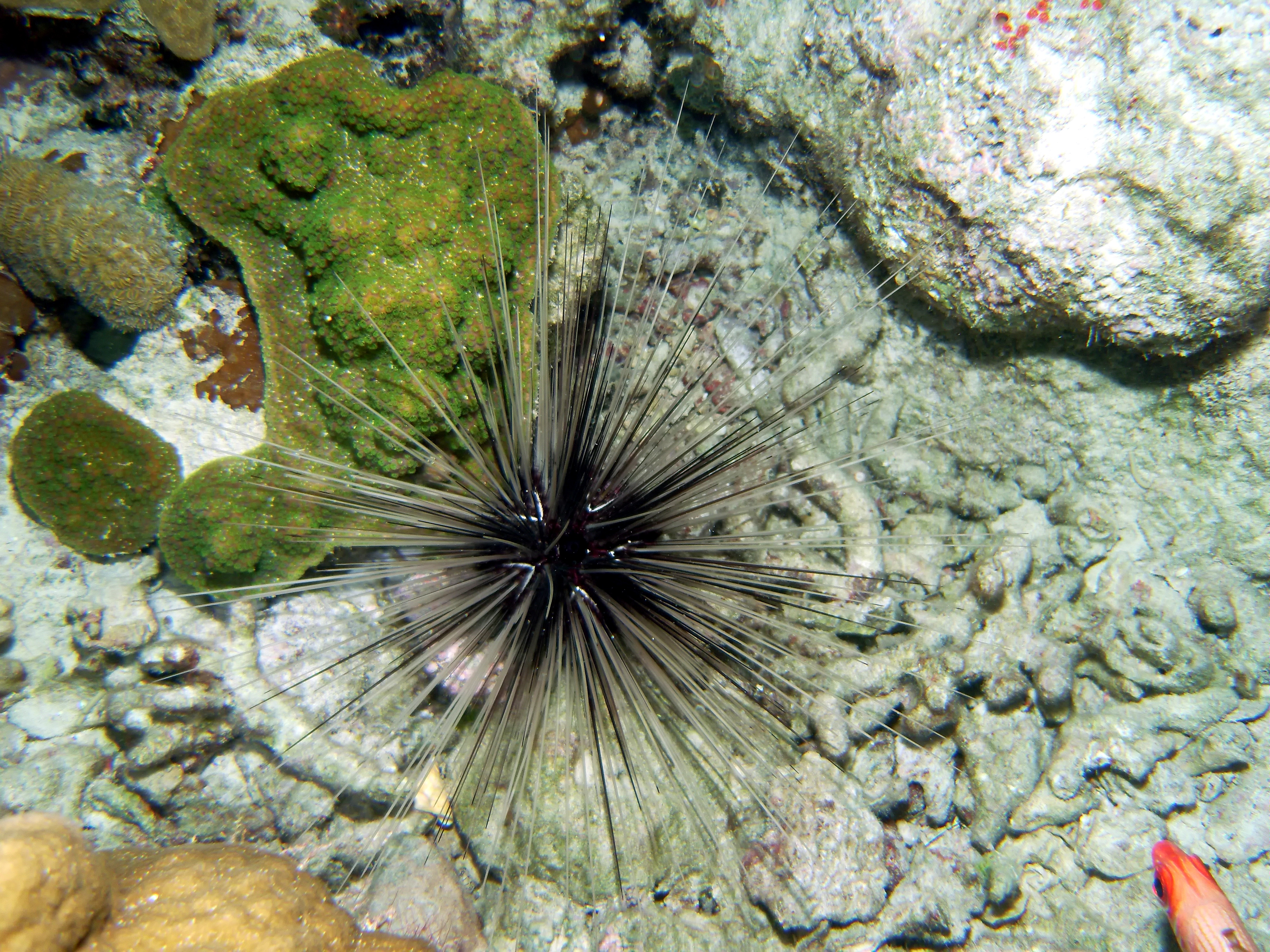
Diadema antillarum (Bahamas)
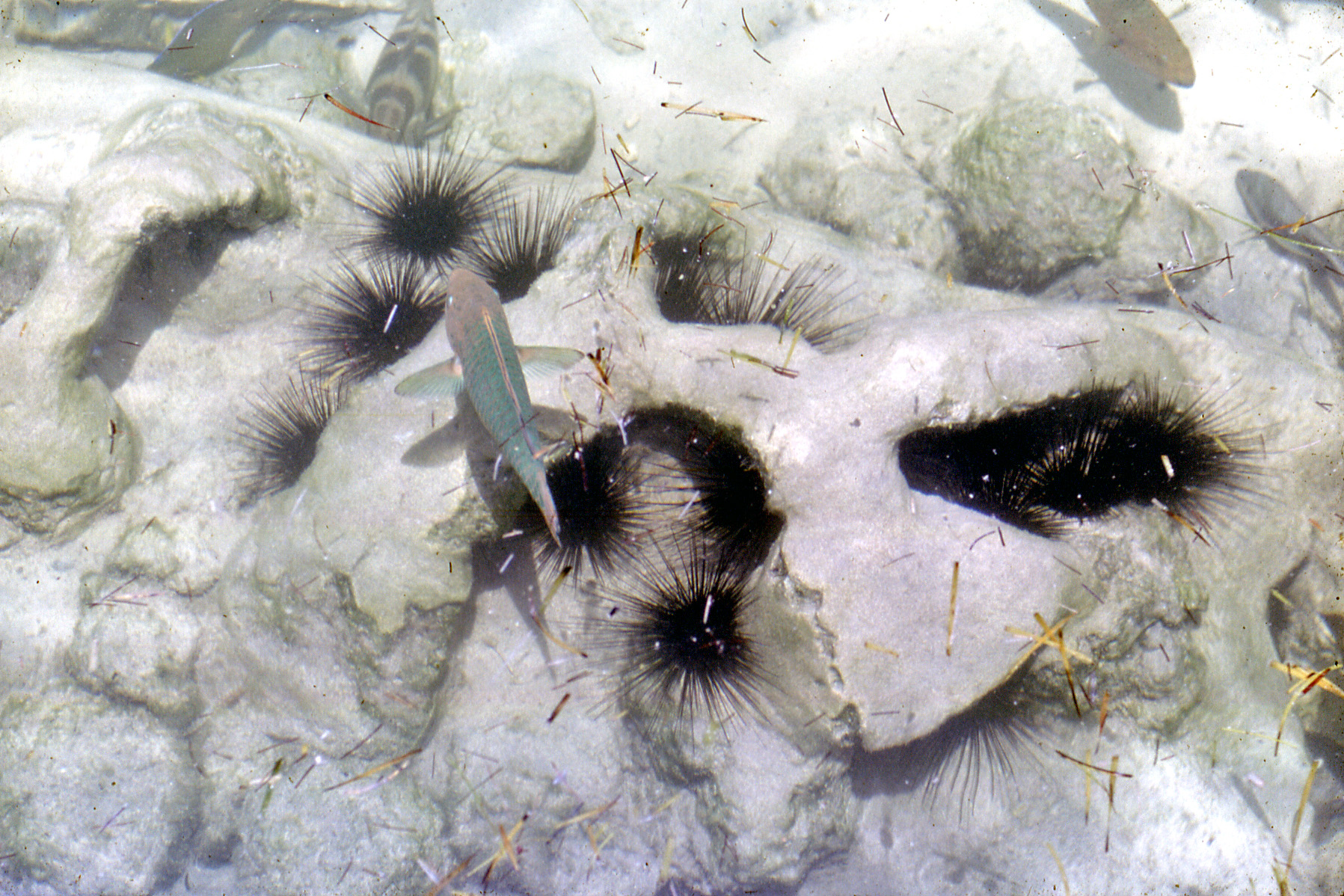
Exemplare von D. antillarum mit einem mit einem Grünen Papageifisch (Sparisoma viride), Insel Bimini, westliche Bahamas
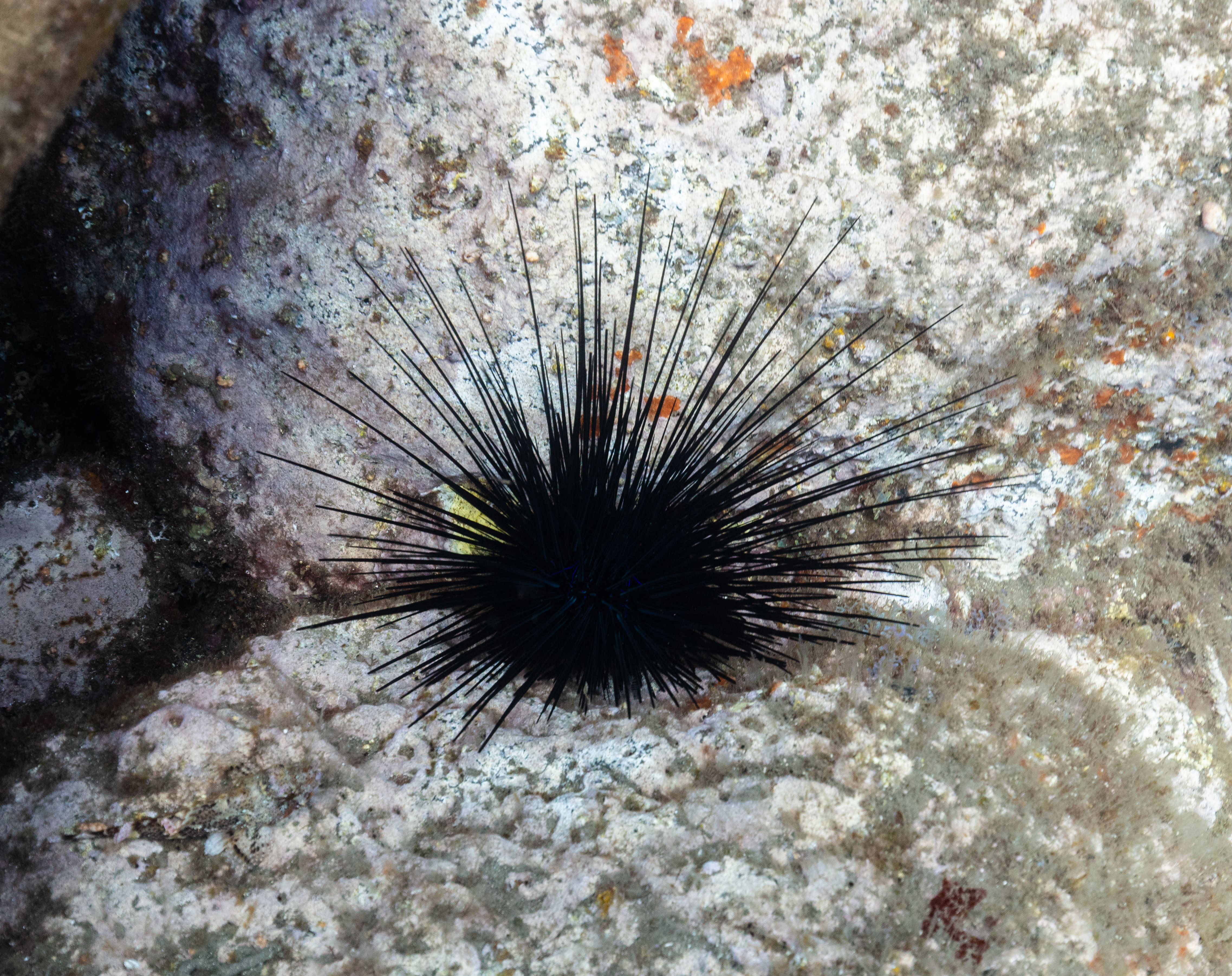
Diadema antillarum vor Madeira
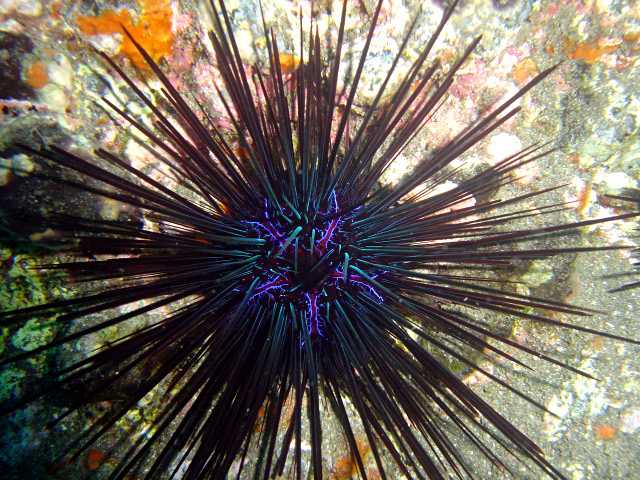
Diadema antillarum, Teneriffa
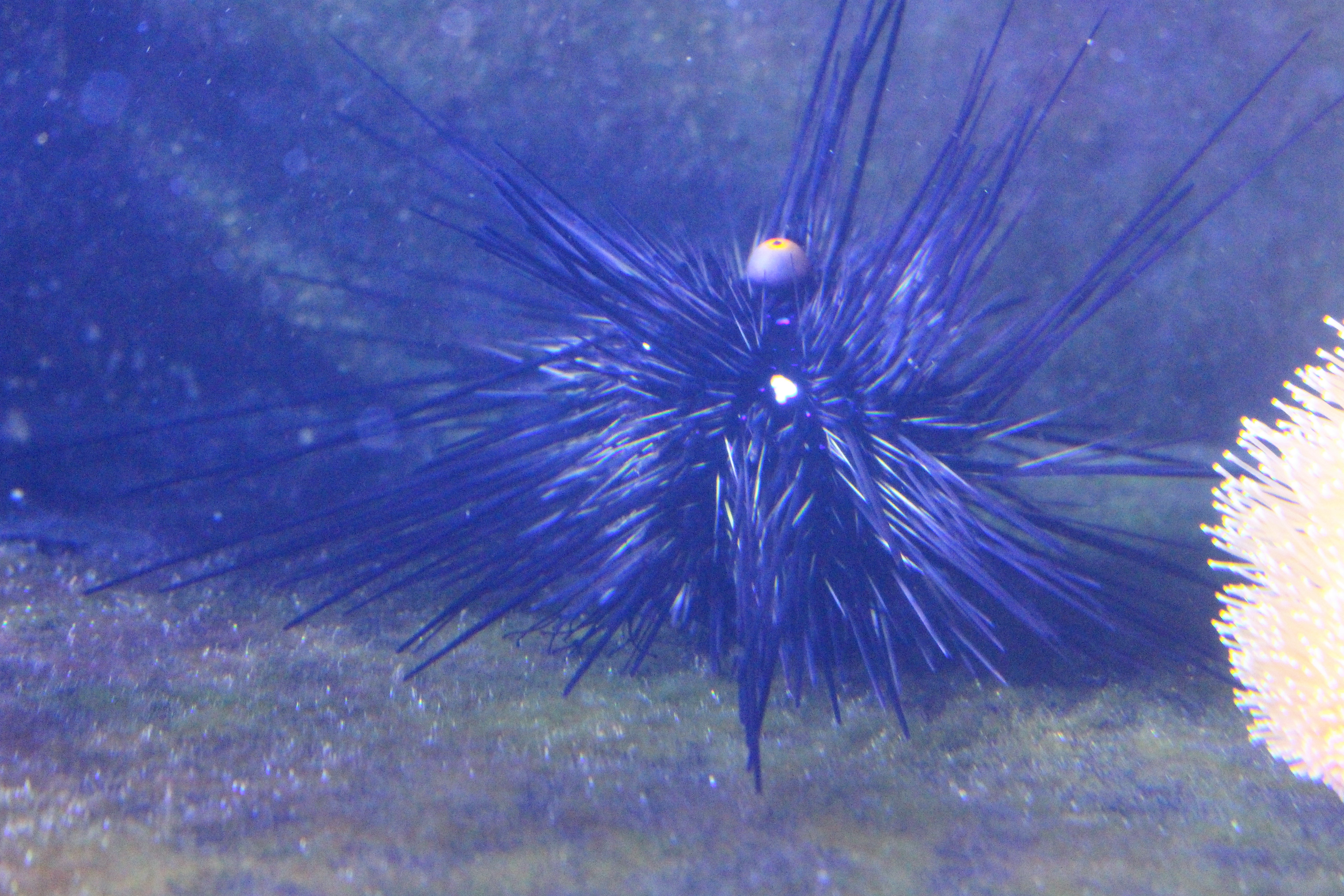
D. antillarum im Scarborough Sea Life Sanctuary, England